# A Magyar Kultúra Lovagjai 2004
A Magyar Kultúra Lovagja 2004. évi kitüntetettjei

## A Magyar Kultúra Lovagja
189.	 Dr. Aszódi Imre (Budapest) költő, „A magyar kortársirodalom fejlesztéséért”
190.	 Bada Johanna (Budapest) népművelő, „Határon túli magyar kulturális örökség ápolásáért”
191.	 Bank Lajos (Hetes) iskolaigazgató, „A kulturális örökség ápolása érdekében kifejtett életművéért”
192.	 Berkes Sándor (Sárszentmihály) alezredes, „A katonai hagyományok ápolásáért”
193.	 Dr. Csáky Károly (Ipolyság, Szlovákia) tanár, etnográfus, „A határon túli magyar kultúra ápolásáért”
194.	 Dr. Csáky S. Piroska (Újvidék, Szerbia-Montenegro) Újvidéki könyv és sajtótörténész, az irodalomtudományok doktora „Határon túli magyar irodalom fejlesztéséért”
195.	 Csorba István Kadosa (Kisvárda) festő, író, „Nemzetközi kulturális együttműködés fejlesztéséért”
196.	 Maria Donovan (Párizs, Franciaország) újságíró, „A magyar kultúra nemzetközi népszerűsítéséért”
197.	 Faragó Laura (Budapest) énekművész, „A magyar népdalkincs népszerűsítéséért”
198.	 Földházi István (Sárospatak) kultúraszervező, „Az amatőr színházi mozgalom fejlesztéséért”
199.	 Gyarmati Tiborné (Ivánc) polgármester, „A település kulturális örökségének ápolásáért”
200.	 Hidy Pál (Eger) művelődésiház igazgató, „A honvédség és a társadalom kulturális kapcsolatainak fejlesztéséért”
201.	 Kaudersné Madarász Zsuzsanna (Fót) művészeti iskola igazgató, „Pedagógusi munkásságáért”
202.	 Kádár Imréné (Domoszló) kulturális menedzser, „A település kulturális örökségének fejlesztéséért”
203.	 Korda György (Budapest) énekes, „A kortárs zenekultúra fejlesztéséért”
204.	 Mihály Béláné (Szentes) főtanácsos, népművelő, „Kultúraszervező életművéért”
205.	 Dr. Motorcza Gyula (Szárliget) író, költő és műfordító, „Kortárs irodalom fejlesztéséért”
206.	 Nyers Csaba (Budapest) szakács, „A magyar kulturális örökség ápolásáért”
207.	 Pintér Éva (Mosonmagyaróvár) festőművész, „A kortárs képzőművészet fejlesztéséért”
208.	 Dr. Rácz Zoltán (Aszód) népművelő, „A hátrányos helyzetű embertársaink kulturális menedzseléséért”
209.	 Reményi István (Solymár) textilmérnök, „A település kultúrájának ápolásáért”
210.	 Schindler János (Kecel) polgármester, „A település kulturális örökségének fejlesztéséért”
211.	 Szegedi Miklósné (Megyaszó) könyvtárvezető, „A település kulturális örökségének ápolásáért”
212.	 Dr. Székely András Bertalan (Isaszeg) művelődésszociológus, „Határon túli magyar kulturális örökség ápolásáért”
213.	 Dr. Szénássy Árpád (Komárom, Szlovákia) okl. mérnök, könyv és lapkiadó igazgató, „A határon túli magyar kultúra ápolásáért”
214.	 Szilágyi László (Tornaújfalu, Szlovákia) tanár, „A magyar kultúra határon túli támogatásáért”
215.	 Tamás Gábor (Tyresö, Svédország) előadóművész, zeneszerző, „A magyar kultúra külföldi népszerűsítéséért”
216.	 Tárkányi Imre (Budapest) költő, „A kortárs irodalom támogatásáért”
217.	 Ujvári László (Szabadszentkirály) tanító, „Pedagógus életművéért”

## Posztumusz A Magyar Kultúra Lovagja
218.	 Császár János (Zengővárkony) kántortanító, „Kultúraszervező életművéért”
219.	 Csikász István (Balassagyarmat) költő, „A kulturális örökség ápolása érdekében kifejtett életművéért”
220.	 Dr. Gémes Balázs (Szekszárd) Romológiai Kutatóintézet igazgatója, „A kulturális örökség megmentése érdekében kifejtett életművéért”
221.	 Nagy István (Mártély) fafaragó, „Népművészeti életművéért”
222.	 Dr. Varga Lajos (Tiszaföldvár) gimnázium igazgatója, „A természeti környezet megmentése érdekében kifejtett életművéért”

## Egyetemes Kultúra Lovagja
223.	 Harro Bräuniger (Berlin, Németország) iskolaigazgató, „A magyar kultúra külföldi támogatásáért”